# Kathy Dunderdale
Pour les articles homonymes, voir Dunderdale.
Kathy Dunderdale, née Kathleen Mary Margaret Warren en février 1952 à Burin au Terre-Neuve-et-Labrador, est une femme politique canadienne, première ministre de Terre-Neuve-et-Labrador de 2010 à 2014.

## Biographie
À la suite de la démission du premier ministre sortant Danny Williams, elle est devenue la première femme à être première ministre de Terre-Neuve-et-Labrador. Le 22 janvier 2014, elle annonce sa démission, le député Tom Marshall succède par intérim le poste de premier ministre. Le 28 février 2014, elle démissionne de ses fonctions du députée de la circonscription de Virginia Waters,.